# Ішікарі (гори)
 Гори Ішікарі (яп. 石狩山地, Ishikari Sanchi)  — вулканічне пасмо у центрі Хоккайдо, Японія. Гірський масив складений вулканічними групами Дайсецузан та Томурауші. Вулкани цього гірського пасма є частиною Курильської дуги Тихоокеанського вогняного кільця .